# Drejer
En drejer er en håndværker eller industriarbejder, der udfører drejearbejde ved en mere eller mindre avanceret maskine eller drejebænk. Der arbejdes ofte i træ, men også horn, elfenben, rav, alabast, plexiglas og andre plasttyper og i øvrigt egnede materialer kan bearbejdes.